# Marcel Beima
Marcel Beima (* 25. Oktober 1983 in Hurdegaryp) ist ein ehemaliger niederländischer Radrennfahrer.

## Sportliche Karriere
Marcel Beima fuhr ab 2003 Rennen in der Elite. In der Saison 2007 gewann er das deutsche Eintagesrennen Rund um Düren. Im Jahr darauf gewann er eine Etappe der Vuelta a Navarra und mit seinem Team Rabobank Continental das Mannschaftszeitfahren der Volta a Lleida. 2009 beendete er seine Radsportlaufbahn.

## Erfolge
2007
- Rund um Düren

2008
- eine Etappe Vuelta a Navarra
- Mannschaftszeitfahren Volta a Lleida

## Teams
- 2003–2004 Löwik Meubelen-Tegeltoko
- 2005 Löwik Meubelen-Van Losser
- 2006 Procomm-Van Hemert
- 2007 Time-Van Hemert
- 2007 T-Mobile Team (Stagiaire)
- 2008 Rabobank Continental
- 2009 Krolstone Continental Team